# Dietelsbach
Der Dietelsbach ist ein 3 km langer Bach auf den Gemeindegemarkungen von Obersontheim und Bühlertann im Landkreis Schwäbisch Hall im nordöstlichen Baden-Württemberg, der von Westsüdwesten kommend an der Gemarkungsgrenze von links in die mittlere Bühler mündet.

## Geographie

### Verlauf
Der Dietelsbach entsteht wenige Meter neben dem Hügelsattel, über den die Landesstraße 1066 von dessen Teilort Mittelfischach kommend nach Obersontheim führt, in einer häufig ganz trockenen, lehmigen Rinne der westlichen Enslinshalde auf etwa 414 m ü. NN. Die Rinne läuft nach Osten, wie der Bach selbst auf fast der ersten Hälfte seines Weges. Auf den ersten zwei- bis dreihundert Metern tritt er schon aus dem Wald an den Flurrand, wechselt ganz in die offene Flur und hat dann beständig Durchfluss. Etwa auf Höhe des ersten Feldes zeigt das Profil seiner Wiesenmulde einen ehemaligen Kleinteich an. Völlig ohne Gehölzbewuchs zieht er neben den unregelmäßig welligen, flachen Hügeln des Galgenwasens zur linken Seite, auf denen oft Felder liegen, in wenigen trägen Windungen durch die bald recht flache Wiesenaue weiter unter der höher aufsteigenden Enslinshalde. Sein Bett ist hier schmal, aber tief eingefurcht, aus dem Trog ragen jedoch zahlreiche Stauden auf; im Frühjahr blüht hier etwa leuchtend gelb die Sumpfdotterblume. Etwa 1,2 km unterhalb seines obersten Ursprungs läuft der Bach, nach Grabenlauf mit langem Rückstau in fast ebener Wiese, auf etwa 391 m in einen über 0,1 ha großen Weiher am Ostende der Enslinshalde ein, der an drei Seiten vom Wald und einer Feldhecke umschlossen ist und eine kleine Insel besitzt.
Nachdem er unter einem unbefestigten Feldweg hindurch aus dem Weiher ausgeflossen ist, strebt der Bach, nun ein Stück weit auf Bühlertanner Gemarkung, nach Nordosten, zunächst in weiterhin flacher Wiese in gezogenem, tiefem Graben, bis er die Landesstraße 1060 Obersontheim-Hausen–Bühlertann unterquert. Hinter dem zwei bis drei Meter hohen Straßendamm liegt links am Ufer ein ca. 0,2 ha großer, im ersten Jahrzehnt des 21. Jahrhunderts im Zuge der Industriebebauung des linken Hügels künstlich angelegter Teich. Der Dietelsbach fließt nun bald in tieferem natürlichen Wiesenbett in einer weiten Talmulde zwischen dem Hang mit dem Obersontheimer Gewann Steinich (397,4 m) links auf dem Hügelrücken und dem Bühlertanner Alten Galgenberg (ca. 397,4 m) rechts, auf dem die Grube eines in der zweiten Hälfte des 20. Jahrhunderts aufgelassenen Gipsbruchs offen liegt. Forthin zeigt der Lauf, der mit Abweichungen nach beiden Seiten der Gemeindegrenze folgt, auch natürliche Windungen und immer wieder Bewuchs mit Buschwerk vor allem aus Weiden. Dann folgt ein Abschnitt, in dem sich am linken Ufer ein 0,9 ha großes Sumpfseggenried dem Bach entlang zieht. Im unteren Teil wurde hier irgendwann um die Wende zum 21. Jahrhundert durch Lehmdämme eine sehr unregelmäßige Teichfläche geschaffen. Die gesamte Riedfläche liegt angeblich im Bereich eines bis ins 20. Jahrhundert hinein genutzten Eisweihers einer damaligen örtlichen Kleinbrauerei.
Unterhalb schließt sich zaunlos etwa zweihundert Meter lang linksseits eine flach bis mäßig zum Hang hin ansteigende Schrebergartenzone an, während die gegenüberliegende Talflanke deutlich steiler wird. Der Bach passiert das erste Wohnhaus an seinem Ufer, läuft 50 Meter später in einem Rohr unter der K 2612 Bühlertann–Obersontheim hindurch und jenseits unter einem zweiten Wohnhaus weiter. Am Ende von dessen kleinem Grundstücksgarten tritt er wieder ins Freie und mündet einen Steinwurf weiter, zuallerletzt wieder auf Ostlauf, von links auf der Markungsgrenze der  Anrainergemeinden auf etwa 368 m in die hier träge dahinfließende mittlere Bühler, die nur 50 Meter flussabwärts durch das Wehr einer ehemaligen Sägmühle aufgestaut wird.   
Der Dietelsbach ist ab seinem höchsten Ursprung ca. 3,0 km lang, er hat ein Sohlgefälle von absolut ca. 46 m und relativ ca. 15 ‰. Er hat offenen Zufluss nur aus kurzen Gräben. Fast nirgends folgen ihm Wege.

### Einzugsgebiet
Der Dietelsbach entwässert etwa 1,3 km² weit überwiegend im Unterraum Vellberger Bucht des Naturraums Hohenloher Ebene ost- und nordostwärts zur die Bucht entwässernden Bühler. Der kleinere Teil liegt am Oberlauf im Unterraum Fischachbucht und Randhöhen. Die Wasserscheide zu den angrenzenden Einzugsgebieten ist nirgends sehr hoch. Im Norden konkurriert der Obersontheimer Schießbach zur abwärtigen, im Süden der bei der Bühlertanner Niedermühle mündende Eierbach zur aufwärtigen Bühler. Die südwestliche Wasserscheide über den Tannenberg (441,1 m) auf der Höhe des Hangwalds Enslinshalde verläuft gegen das Tal der viel bedeutenderen Fischach, die sehr viel weiter aufwärts ebenfalls der Bühler zufließt. Auf dem oben recht flachen Tannenberg liegt der höchste Punkt im Einzugsgebiet.
Wald steht auf weniger als einem Viertel der Fläche, im Wesentlichen am Hanggewann Enslinshalde. In der Flur dominieren insgesamt die Wiesen, Äcker liegen vor allem links des Oberlaufs im Galgenwasen, im Hügelgewann Steinich links des Unterlaufs und am Abhang dort. Ins Einzugsgebiet teilen sich Obersontheim und Bühlertann. Die schon erwähnten zwei Häuser kurz vor der Mündung und ein drittes mündungsnahes sind die einzigen Siedlungsplätze am Lauf und zugleich im Einzugsgebiet, sie liegen isoliert südlich der Obersontheimer Ortslage diesseits, auf und jenseits der Gemeindegrenze.

## Geologie
Der Dietelsbach beginnt seinen Lauf im Gipskeuper (Grabfeld-Formation), wenige Meter unter dessen Estherienschichten, die auf der Oberseite des Tannbergs wie auch häufig anderswo in der weiteren Umgebung flächenhaft ausstreichen. Die Kleinhügel entlang seines oberen Laufs zeigen die für den Gipskeuper typische unruhige Form. Im schon lange aufgelassenen Gipsbruch am Galgenberg rechts des Mittellaufes sind die Schichten vom Grenzdolomit des unterlagernden Unterkeupers über den einst hier ausgebeuteten Grundgips bis hinauf in die untersten Dunkelroten Mergel des Gipskeupers aufgeschlossen. Der Grundgips zeigt Subrosion, an den lehmigen Mergelschichten darüber waren früher davon verursachte Schichtverbiegungen zu erkennen. Der Unterkeuper beginnt in der Talmulde schon kurz vor der Unterquerung der L 1060, in dieser Schichtlage verbleibt der Bach bis zur Mündung. Wenige Dutzend Meter nördlich von dieser tritt im Bühlertal erstmals der Obere Muschelkalk auf. Auensedimente begleiten den Bach etwa vom Einsetzen des Unterkeupers an.

### LUBW
Amtliche Online-Gewässerkarte mit passendem Ausschnitt und den hier benutzten Layern: Lauf und Einzugsgebiet des Dietelsbachs

Allgemeiner Einstieg ohne Voreinstellungen und Layer: Daten- und Kartendienst der Landesanstalt für Umwelt Baden-Württemberg (LUBW) (Hinweise)
1. ↑  Höhe nach dem Höhenlinienbild auf dem Hintergrundlayer Topographische Karte.
2. 1 2  Höhe nach schwarzer Beschriftung auf dem Hintergrundlayer Topographische Karte.
3. ↑  Länge nach dem Layer Gewässernetz (AWGN) und nach Eigenmessung auf dem Hintergrundlayer Topographische Karte. Die Gewässernetzkarte zeichnet nur den Lauf unterhalb des Sees am Waldrand nach, der dann nur etwa 1,8 km lang ist, die topographische Karte dagegen auch den in der Natur vorzufindenden Oberlauf etwa ab dem Waldaustritt.
4. ↑  Einzugsgebiet abgemessen auf dem Hintergrundlayer Topographische Karte.
5. ↑  Seefläche nach dem Layer Stehende Gewässer.
6. ↑  Seefläche abgemessen auf dem Hintergrundlayer Topographische Karte.

### Andere Belege
1. ↑  Nach Auskunft eines Einheimischen.
2. ↑  Wolf-Dieter Sick: Geographische Landesaufnahme: Die naturräumlichen Einheiten auf Blatt 162 Rothenburg o. d. Tauber. Bundesanstalt für Landeskunde, Bad Godesberg 1962. → Online-Karte (PDF; 4,7 MB)
3. ↑  Geologie nach der unter der →Literatur aufgeführten Geologischen Karte. Eine gröbere Übersicht verschafft auch: Mapserver des Landesamtes für Geologie, Rohstoffe und Bergbau (LGRB) (Hinweise)
4. ↑  Beschreibung des Geotops am Alten Galgenberg (PDF, 705 kByte).